# Nastus borbonicus
Nastus borbonicus — вид рослин роду Nastus підродини бамбукові (Bambusoideae) родини тонконогові (Poaceae).

## Морфологічна характеристика
Рослина — багаторічна. Кореневища короткі. Стебла прямі, 800–1000 см завдовжки. Бічні гілки деревоподібні. Листя гострі ланцетні, 10-15 см завдовжки, 6-9 мм шириною. Листя на вершині загострені.

## Поширення
Зростає тільки на острові Реюньйон.

## Галерея

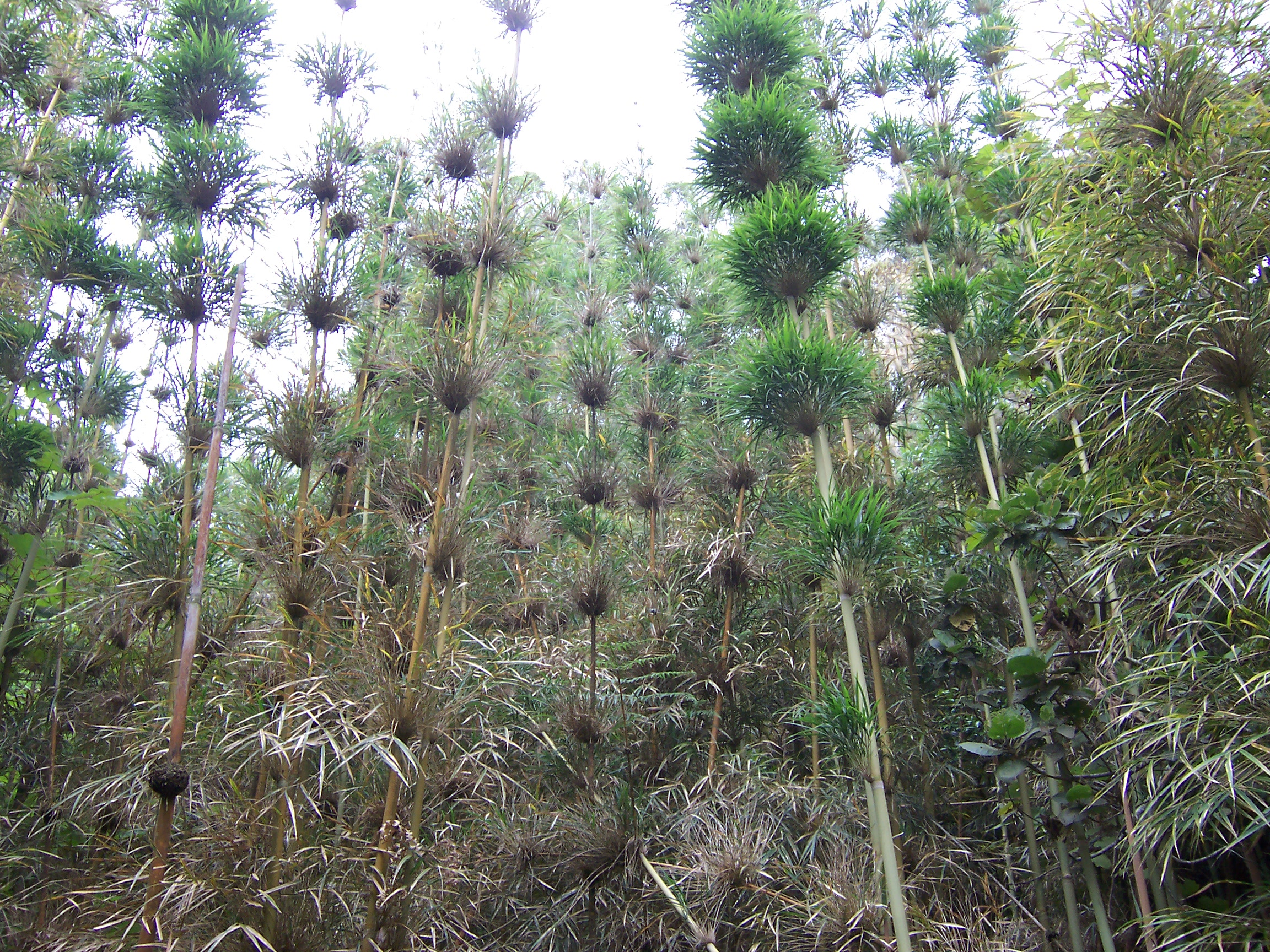

|  | Це незавершена стаття про злакові. Ви можете допомогти проєкту, виправивши або дописавши її. |